# Општина Ђорче Петров
Општина Ђорче Петров је једна од општина Града Скопља у оквиру Скопског статистичког региона у Северној Македонији. Седиште општине је истоимена четврт Ђорче Петров у оквиру Скопља.

## Положај
Општина Ђорче Петров налази се у северном делу Северне Македоније и погранична је са Србијом на северу. Са других страна налазе се друге општине Северне Македоније:
- исток — Општина Чучер-Сандево
- југоисток — Општина Карпош
- запад — Општина Сарај

## Природне одлике
Рељеф: Општина Ђорче Петров налази се северно од Вардара на крајњем западу градске целине Скопља. На северу општине тло се уздиже ка планини Ветерник.
Клима у општини је умереноконтинентална.
Воде: Цело подручје општине је у сливу Вардара.

## Становништво
Општина Ђорче Петров имала је по последњем попису из 2002. г. 41.634 ст., од чега у седишту општине 9.041 ст. (22%). Општина је густо насељена, посебно градско подручје.
Национални састав по попису из 2002. године био је:
|           | Број   | Постотак |
| Укупно    | 41.634 | 100%     |
| Македонци | 35.455 | 88,5%    |
| Срби      | 1.730  | 4,2%     |
| Албанци   | 1.599  | 2,8%     |
| Роми      | 1.249  | 3,0%     |
| Бошњаци   | 489    | 1,2%     |
| остали    | 1.112  | 2,7%     |

## Насељена места
У општини постоји 8 подручних јединица, 4 у саставу града Скопља, а 4 приградска села:
Четврти града Скопља:
- Ђорче Петров
- Ново Село
- Оризари

Приградска села:
- Вучи Дол
- Грачани
- Кучково
- Никиштане
- Орман